# Chacina de Unaí

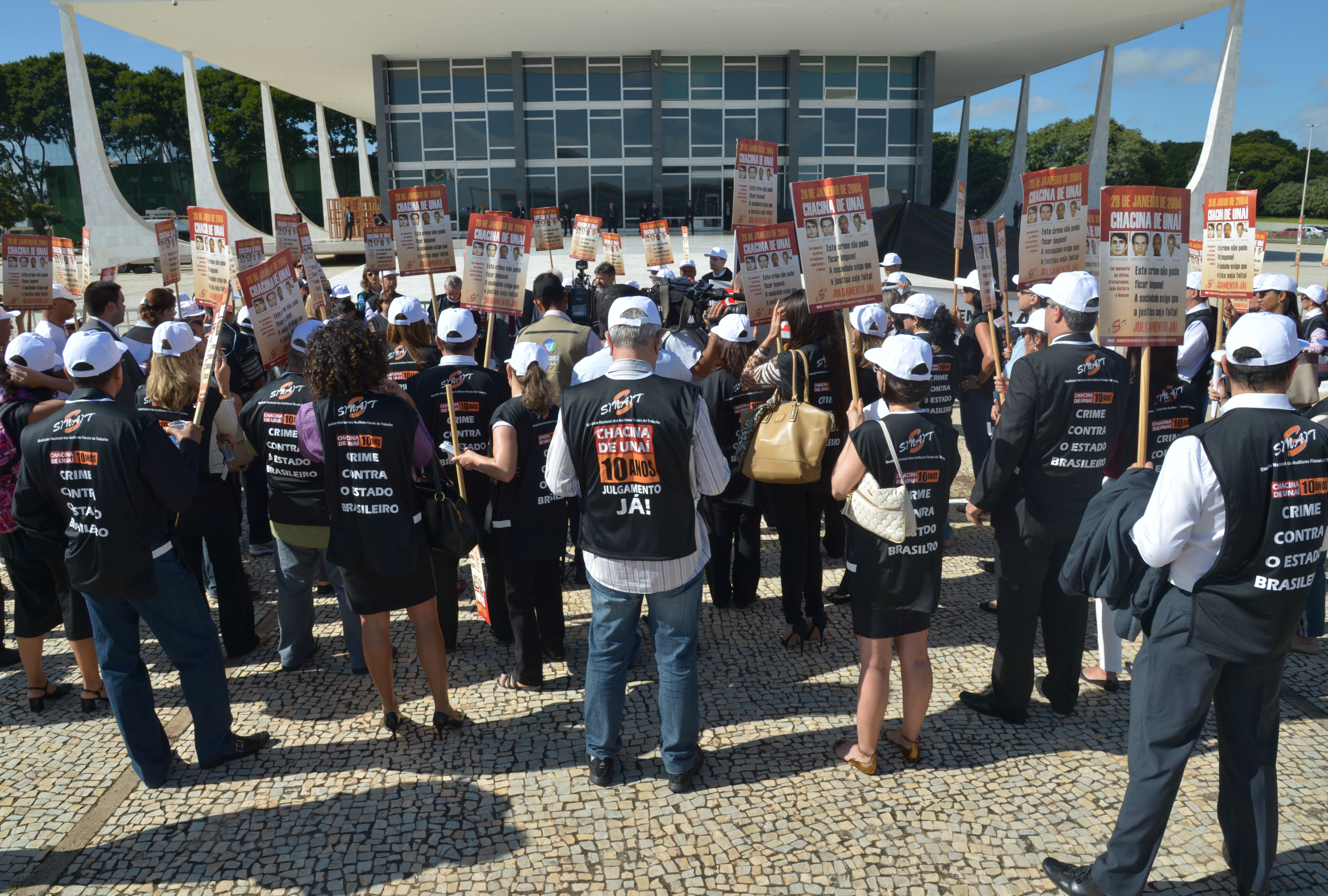
No Dia Nacional de Combate ao Trabalho Escravo, ato público em frente ao Supremo Tribunal Federal (STF), lembra 10 anos da Chacina de Unaí. Foto: Wilson Dias/Agência Brasil, 28 de janeiro de 2014

A Chacina de Unaí foi uma chacina que ocorreu na cidade brasileira de Unaí, Minas Gerais,  em 28 de janeiro de 2004, quando quatro funcionários do Ministério do Trabalho e Emprego foram assassinados na região, durante uma fiscalização de rotina em fazendas.

## História

### Crime
Os auditores do trabalho Nelson José da Silva, João Batista Lage e Eratóstenes de Almeida Gonçalves, e o motorista Ailton Pereira de Oliveira faziam uma operação de fiscalização em Unaí (município do noroeste de Minas Gerais, a 166 km de Brasília) quando, segundo a investigação do Ministério Público Federal (MPF), foram assassinados por Rogério Alan Rocha Rios e Erinaldo de Vasconcelos Silva.

### Julgamento
O primeiro julgamento só aconteceu nove anos depois do crime. Em 31 de agosto de 2013, três pistoleiros contratados para a matança foram julgados e culpados por um júri popular em Belo Horizonte. Outro julgamento, de um outro grupo de acusados, incluindo o dos irmãos Antério e Norberto Mânica, apontados como mandantes da chacina, não ocorreu ainda, porque a defesa dos réus quer mudar o júri de Belo Horizonte para Unaí.
No dia 27 de maio de 2022, o ex-prefeito de Unaí, Antério Mânica, acusado de ser um dos mandantes da chacina na cidade, foi condenado a 64 anos de prisão, inicialmente em regime fechado. O resultado do julgamento foi realizado na sede da Justiça Federal, em Belo Horizonte.
No dia 6 de setembro de 2022, a Quinta Turma do Superior Tribunal de Justiça (STJ) decidiu, por unanimidade, reduzir as penas de três condenados. A Turma também rejeitou o pedido de execução provisória das penas.
No dia 12 de setembro de 2023, a Quinta Turma do Superior Tribunal de Justiça (STJ) determinou a execução provisória das penas dos três réus condenados.
No dia 16 de setembro de 2023, Antério Mânica se entregou na Polícia Federal de Brasília.
No dia 13 de fevereiro de 2024, Hugo Pimenta, um dos mandantes do crime, foi preso com passaporte falso em Campo Grande, no Mato Grosso do Sul.
No dia 15 de janeiro de 2025, a Polícia Civil do Rio Grande do Sul prendeu um dos mandantes de um crime, Norberto Mânica, em Nova Petrópolis, no estado do mesmo nome.